# Villers-au-Tertre
Villers-au-Tertre är en kommun i departementet Nord i regionen Hauts-de-France i norra Frankrike. Kommunen ligger i kantonen Arleux som tillhör arrondissementet Douai. År 2022 hade Villers-au-Tertre 670 invånare.

## Befolkningsutveckling
Antalet invånare i kommunen Villers-au-Tertre
| Referens: INSEE |